# جون ميخائيل
جون ميخائيل هو بيطار يوناني وقبرصي، ولد في 20 مارس 1974 في قبرص.

## وصلات خارجية
- جون ميخائيل على موقع DartsDatabase.co.uk (الإنجليزية)